# Túr
Túr (rumunsky Tur, ukrajinsky Туриця, Turycja) je řeka v Rumunsku a v Maďarsku v župě Szabolcs-Szatmár-Bereg. Je dlouhá 94 km. Částečně tvoří hranici mezi Rumunskem a Ukrajinou, ale také část hranice Maďarska a Rumunska. Pramení v pohoří Oaș (součást Karpat) u vesnice Huta-Certeze. Ústí u vesnice Tiszakóród do Tiszy.

## Sídla ležící u břehu řeky
Túr prochází následujícími sídly:

### Rumunsko
- Huta-Certeze
- Moișeni
- Bixad
- Trip
- Boinești
- Negrești-Oaș
- Tur
- Călinești-Oaș
- Coca
- Turulung
- Mesteacăn

### Maďarsko
- Garbolc
- Nagyhódos
- Kishódos
- Sonkád
- Tiszakóród